# William Gamble
William Gamble (1. januar 1818 – 20. december 1866) var en civilingeniør og kavaleriofficer i Unionens hær under den amerikanske borgerkrig.

## Tidlige år
Gamble blev født i Lisnarick, County Fermanagh i Irland. Han studerede til civilingeniør, arbejdede i Queen's Surveying Office, og deltog i opmålingen af Nordirland. Han emigrerede til De Forenede Stater i 1838. Da han havde erfaring som dragon i den britiske hær, lod han sig indrullere som menig i 1. U.S. Dragoons og blev gentagne gange forfremmet indtil han i 1839 var blevet Sergeant Major. Mens han var i hæren giftede han sig med Sophia Steingrandt den 6. maj 1841, og de fik 13 (nogen siger 15) børn sammen. Efter at have kæmpet i Seminolekrigene, afmønstrede han i 1843 og arbejdede som civilingeniør for de offentlige værker i Chicago og boede i Evanston, Illinois. Hans hus bruges i dag af det antropologiske institut på Northwestern University.

## Borgerkrigen
Efter borgerkrigens udbrud blev Gamble udnævnt til oberstløjtnant for 8. Illinois kavaleriregiment den 18. september 1861. Hans udpegning skete efter tilskyndelse fra hans nære ven, kongresmedlemmet John F. Farnsworth, som hvervede og ledede regimentet. Gambles søn George sluttede sig også til regimentet som premierløjtnant. George overlevede krigen, men blev dræbt under jordskælvet i San Francisco i 1906.
Gambles regiment var tilknyttet Pennsylvania Reserve Division og kæmpede i Peninsula kampagnen, hvor han blev såret i brystet mens han ledede et kavaleriangreb mod konfødererede forposter over en måned efter Syvdagesslaget. Efter at været kommet sig over sit sår blev Gamble forfremmet til oberst den 5. december 1862, lige inden slaget ved Fredericksburg, men hans regiment kom ikke i kamp ved den lejlighed. Da Farnsworth blev forfremmet fik Gamble kommandoen over 8. Illinois kavaleriregiment. I foråret 1863 blev han forfremmet til at lade 1. brigade i Alfred Pleasontons kavaleri division i Army of the Potomac, men han var på sygeorlov under slaget ved Chancellorsville. (Muligvis som følge af hans sår fra året før, eller på grund af den strenge vinter led Gamble af reumatisme og nervesmerter.)
Under Gettysburg kampagnen var Gamble fortsat på orlov og var ikke med i det største kavalerislag i krigen, slaget ved Brandy Station. Officeren, som midlertidigt havde overtaget kommandoen over hans brigade, oberst Benjamin Franklin Davis, blev dræbt og Gamble vendte tilbage til felten den 13. juni 1863. Hans brigade blev overført til John Bufords 1. division. Han nåede Gettysburg den 30. juni og red forrest i kolonnen da de opdagede de første enheder i den konfødererede Army of Northern Virginia og indledte Slaget ved Gettysburg om morgenen den 1. juli.
Selv om hans tropper var stærkt i undertal, forsinkede de fremrykningen af Mississippi brigaderne fra General A.P. Hills korps i omkring to timer mens unionsinfanteri fra generalmajor John F. Reynoldss 1. Korps (James S. Wadsworths division) hastede frem for at deltage i kampen. Da det blev nødvendigt at trække sig tilbage, flyttede oberst Gamble's tropper sig til infanteriets venstre flanke. Gamble og resten af Bufords kavaleri havde givet Unionen den fornødne tid til at komme i stilling.
Senere i 1863 fik Gamble kommandoen over en kavaleridivision i 22. Korps i militærområdet Washington, og den post beholdt han i resten af krigen. Han var involveret i forsvaret af Washington, D.C., og hans tropper kom også i kamp med de konfødererede partisaner under John S. Mosby. Han havde kommandoen over Camp Stoneman, men langtidsvirkningen af hans sår bevirkede at han ikke igen kom i felten. Gamble blev udnævnt til midlertidig brigadegeneral den 12. december 1864, og en endelig udnævnelse den 25. september 1865. Han afmønstrede den 13. marts 1866, og vendte tilbage til den regulære hær med rang af major i 8th U.S. Cavalry.

## Efter krigen
Gamble døde af kolera i Virgin Bay, Nicaragua, mens han var på vej til at overtage kommandoen over Presidio of San Francisco, og ligger begravet i Virgin Bay i Virgin Grove Cemetery, en gravplads, som er blevet oversvømmet og ødelagt af vandet i bugten.